# Muškátový květ

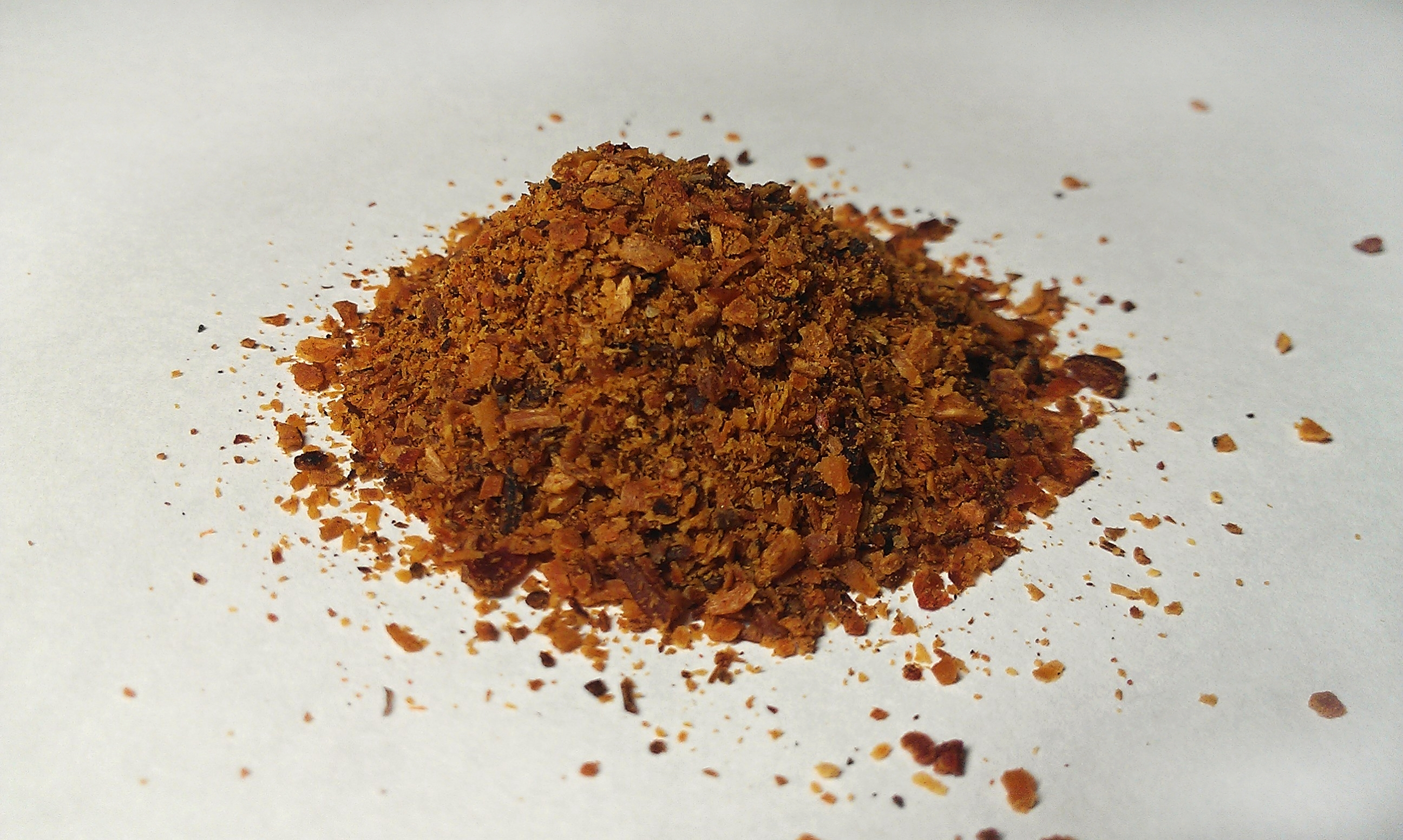
Drcený muškátový květ

Muškátový květ je druh koření. Jedná se o sušený míšek ze semene muškátovníku pravého (Myristica fragrans). Nejedná se tedy vůbec o „květ“, jak naznačuje název.